# Дрводель
Дрводель (серб. Дрводељ) — населённый пункт в общине Лебане Ябланичского округа Сербии.

## Население
Согласно переписи населения 2002 года, в селе проживало 95 человек (все сербы).
| Численность населения | Численность населения | Численность населения | Численность населения | Численность населения | Численность населения | Численность населения | Численность населения |
| 1948                  | 1953                  | 1961                  | 1971                  | 1981                  | 1991                  | 2002                  | 2011                  |
| --------------------- | --------------------- | --------------------- | --------------------- | --------------------- | --------------------- | --------------------- | --------------------- |
| 567                   | 625                   | 565                   | 520                   | 290                   | 167                   | 95                    | 37                    |

## Религия
Согласно церковно-административному делению Сербской православной церкви, село относится к Третьему лебанскому приходу Ябланичского архиерейского наместничества Нишской епархии.